# Elaphoglossum langsdorffii
Elaphoglossum langsdorffii är en träjonväxtart som först beskrevs av William Jackson Hooker och Grev., och fick sitt nu gällande namn av Thomas Moore. Elaphoglossum langsdorffii ingår i släktet Elaphoglossum och familjen Dryopteridaceae. Inga underarter finns listade.